# Иван Евстратијев Гешов
Иван Евстратијев Гешов (буг. Иван Евстратиев Гешов; Пловдив, 20. фебруар 1849 — Софија, 11. март 1924) био је бугарски политичар и економиста. Залагао се, као председник владе Бугарске, за ослањање на Русију и сарадњу с балканским државама у борби против Турске. Прихвативши гледишта председника српске владе Милована Ђ. Миловановића о подели интересних сфера у Македонији, потписао је уговор о савезу Бугарске и Румуније 13. марта 1912. године. Због неслагања с политиком и заоштравања односа са Србијом, 1. јуна 1913. године поднео је оставку.